# Biserica Ridge
Biserica Ridge este una dintre multele biserici din ruinatul oraș Petra, Iordania.
Biserica Ridge este cea mai veche clădire bisericească din Petra, construită pe creasta cu vedere la oraș în secolul al III-lea sau al IV-lea. Era o structură pătrată cu două rânduri de stâlpi în mijlocul clădirii bisericii, care susțineau acoperișul și era construită peste două camere separate de morminte de familie. Relația dintre biserică și morminte este necunoscută. La capătul camerei principale a fost construit un sanctuar semicircular.